# 新屯站
新屯站位于黑龙江省齐齐哈尔市依安县新屯乡，四等站。车站始建于1928年5月，1931年1月随着齐北铁路的通车而投入运营。南距齐齐哈尔站112千米。
此站已撤销。

## 历史
建于1928年。

## 业务办理
不办理客货业务。